# Hästtumla tallskog
Hästtumla tallskog är sedan 2009 ett naturreservat i norra delen av Kristbergs socken, Motala kommun, Östergötlands län. 

## Belägenhet
Hästtumla Tallskog ägs av Sveaskog AB och förvaltas av Länsstyrelsen Östergötland. Området är beläget på Karlsby kronopark 10 km norr om Kristbergs kyrka i Motala kommun. Vandringsstigar finns till Fågelmossen och till Stora Boda naturreservat.

## Värdefull barrnaturskog
Den drygt 33 hektar stora reservatet ingår i ett kluster av värdefulla skogsområden som kännetecknas av häll- och myrmosaiker med mager barrnaturskog. Området rymmer senvuxna granar, gamla tallar och multnande ved av framförallt tall. 
På några gammelgranar växer tallticka och på några hårt tärda tallågor den rödlistade dvärgbägarlaven. I området finns skalbaggar som den rödlistade raggbocken och skrovlig flatbagge. Bland fåglarna märks sparvuggla, pärluggla, hackspett, orre och tjäder. 

## Namnet Hästtumla
Namnet Hästtumla kommer från torpet med den tidiga beteckningen Hästtumla (under gården Vassholma). I en handling från 1794 nämns torpet Hästtumlan. På häradsekonomiska kartan 1868-77 finns torpet Hästhumla. Även beteckningen Hästtumma förekommer. 
Ordet Hästtumla avser en plats där en häst tumlat sig i gräset. Enligt folktron bör man akta sig om man ser en hästtumla, annars får man värk i benen. För säkerhets skull är det bäst att spotta innan man passerar en sådan plats.